# Porcellio monticola
Porcellio monticola là một loài chân đều trong họ Porcellionidae. Loài này được Lereboullet miêu tả khoa học năm 1853.